# Kungu
Kungu is een stad en hoofdstad van een van de vier gebieden (“territoires”) van de provincie Zuid-Ubangi in de Democratische Republiek Congo. De Ubangi-rivier vormt de westelijke grens van het Kungu-gebied en scheidt het van de Republiek Congo. De Ngiri-rivier, die zuidwaarts door het Ngiri-reservaat stroomt, ontspringt even ten noorden van de stad Kungu. 